# Gerd Hofmeister
Gerd Rolf Ernst Hofmeister (* 1. März 1938 in Berlin) ist ein deutscher Mathematiker.

## Leben
Hofmeister wurde 1966 mit der Dissertation „Zu einem Problem von Frobenius“ an der Universität Bergen promoviert. Von 1966 bis 1968 war er am Institute for Advanced Study, einem privaten Forschungsinstitut in Princeton, New Jersey und letzte Wirkungsstätte Albert Einsteins tätig. Nach seiner Habilitation 1968 wurde er Wissenschaftlicher Assistent an der Johannes Gutenberg-Universität Mainz, 1971 wissenschaftlicher Rat und Professor. 1978 erfolgte die Ernennung zum ordentlichen Universitätsprofessor.
Er befasst sich mit additiver Zahlentheorie, zum Beispiel mit dem Briefmarkenproblem (Postage Stamp Problem).

## Schriften (Auswahl)
- Zu einem Problem von Frobenius, Kgl. Norske Vid. Selsk., 1966, Nr. 5, S. 1–37
- Über eine Menge von Abschnittsbasen, J. Reine Angew. Math. (Crelle J.), Band 213, 1963, S. 43–57, Teil 2, Kgl. Norske Vid. Selsk., Forhandlinger, 39, 1966, S. 60–65
- mit Norbert Hämmerer: Zu einer Vermutung von Rohrbach, Journal für die reine und angewandte Mathematik, Band 286/287, 1976, S. 239–247.
- mit Mehdi Djawadi: The postage stamp problem, Mainzer Seminarberichte, Additive Zahlentheorie, 3, 1993, S. 187–195
- Die dreielementigen Extremalbasen, J. reine angew. Math., Band 339, 1983, S. 207–214
- Asymptotische Abschätzungen für dreielementige Extremalbasen in natürlichen Zahlen, J. reine angew. Math., Band 232, 1968, S. 77–101